# Mont Taranaki
El mont Taranaki, o mont Egmont, és un estratovolcà actiu latent situat a la regió de Taranaki a la costa occidental de l'Illa del Nord de Nova Zelanda. Tot i que sovint es refereix a la muntanya com a Taranaki, té dos noms oficials sota la política de noms alternatius de la New Zealand Geographic Board. La muntanya, de 2518 metres d'altitud, és un dels cons volcànics més simètrics del món. A la part del sud, hi ha un altre con volcànic secundari, el Pic Fanthams (en maori, Panitahi), de 1.966 metres d'altitud. Degut a la semblança que hi ha entre aquest mont i el Mont Fuji, el mont Taranaki va servir de fons per a la pel·lícula L'últim samurai.